# Kábelkötegelő
A kábelkötegelő, más néven gyorskötöző (eredeti nevén Ty-Rap) egy olyan rögzítő eszköz, amit arra használnak, hogy különböző tárgyakat rögzítsenek vele, elsősorban elektromos kábeleket és vezetékeket. Az alacsony előállítási költségek és az egyszerű használata miatt azonban minden területen használják.
A hétköznapi kábelkötegelő műanyagból (nylon) készül és két részből áll, egy hajlékony, fogazott szárból és egy fejből. A Kötegelő szárát át kell dugni a fejen úgy hogy a fogazott rész a fejben található nyelvel  találkozzon, így egy hurkot hoztunk létre, aminek a  szabad végét tovább húzva a hurokban lévő felületen megszorul. A szár és a fog által létrehozott racsnis szerkezet roncsolás nélkül nem oldható kötést hoz létre. Az azonos szélességű kábel kötegelőkből többet is össze fűzhetünk, így növelve annak hosszát ha csak kisebb hosszúságú kábelkötegelő áll rendelkezésünkre.

## Változatok és felhasználása

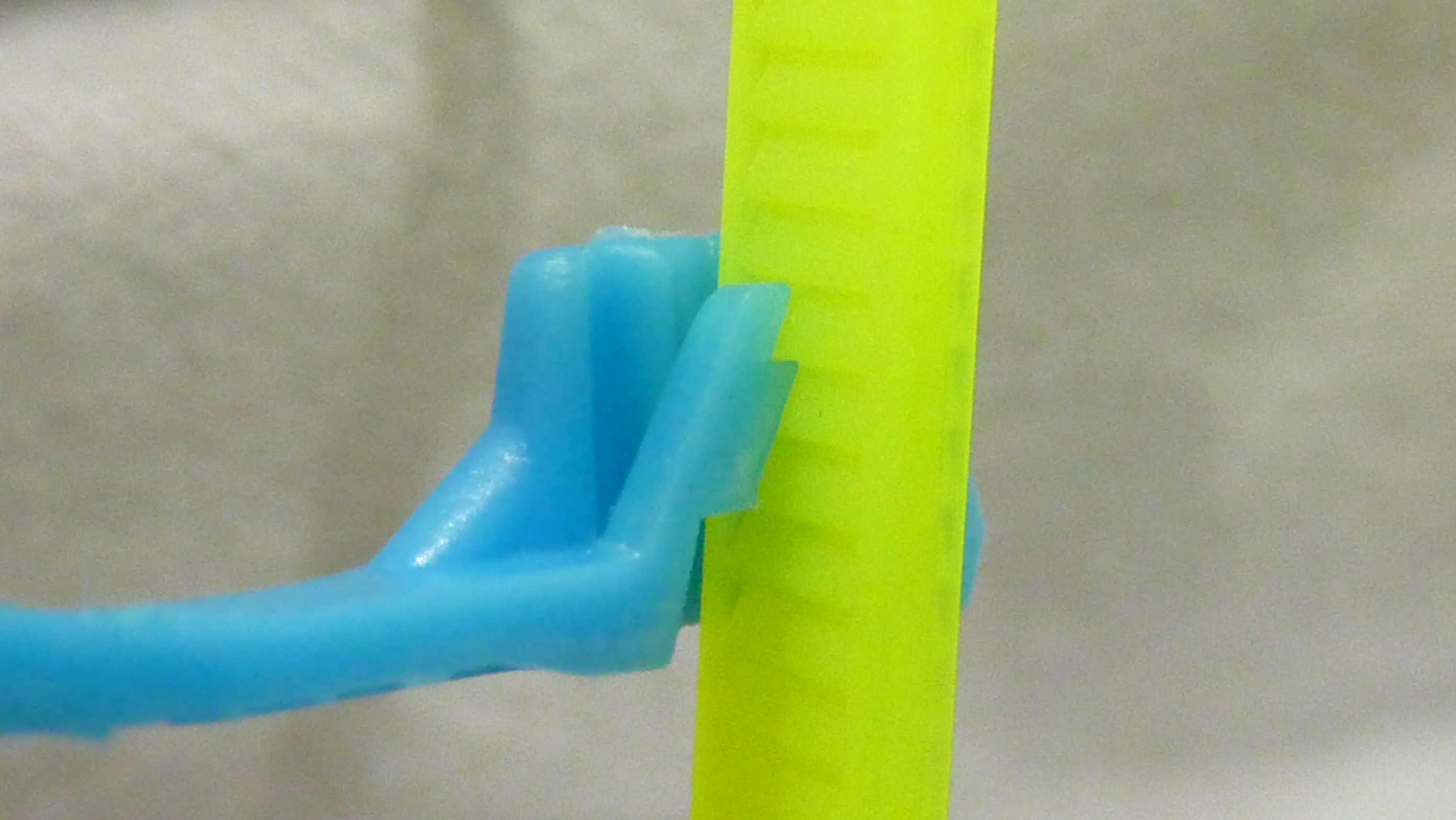
A racsnis mechanizmus a kábelkötegelő fején

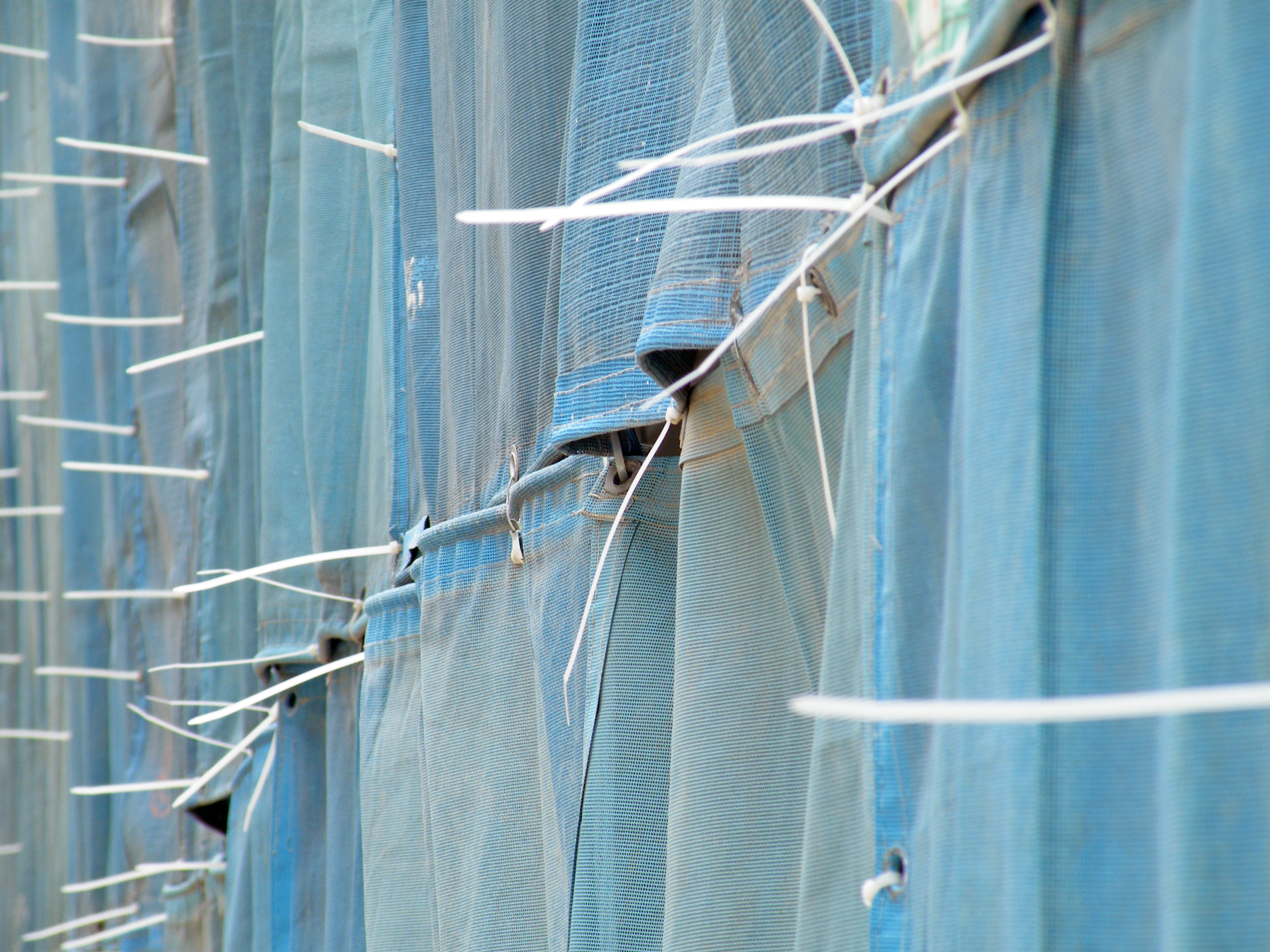
Kábelkötegelővel rögzitett szövet egy épitkezési állványhoz

Gyártanak már olyan típusokat is amik megszorítás után oldhatóak, így többszöri felhasználásra alkalmasak. Egy másik típusa a kábelkötegelőknek a rozsdamentes acélból készült változat, műanyag bevonattal vagy bevonat nélkül. Ez tökéletes kültéri használatra illetve olyan területeken ahol erős külső hatásoknak van kitéve.
Nagy mennyiséget felhasználó alkalmazóknak, gyártanak kábelkötegelő feszítő és vágó szerszámot. Ezzel az eszközzel könnyen, erőkifejtés nélkül lehet szorosra feszíteni a hurkot és a nyelv felesleges részét feszítés után levágja.
Létezik belőle UV álló változat, megnövelt időtartamú kültéri használatra. Kék színűt használnak az élelmiszeriparban, melynek az alapanyaga fémet tartalmazhat, hogy érzékelhető legyen az ipari fémdetektorokkal. Vannak olyan típusok is (ETFE) melyeket sugárzó környezetben lehet alkalmazni. 
A rozsdamentes kábelkötegelőket, jól lehet alkalmazni olyan környezetben ahol nagy hő hatások érvényesülnek, illetve lángálló képességre van szükség. A megfelelő fém kábelkötegelők alkalmasak olyan környezetben való használatra ahol  galvanizálnak illetve ahol sav érheti.
Műanyag bilincsek, melyeket rabok megkötözésére alkalmaznak a rendvédelmi szervek, szintén a kábelkötegelő dizájn alapján készítik. Egy másik fontos alkalmazása autóknál a dísztárcsák rögzítése.

## Története
A kábelkötegelőt 1958-ban a Thomas & Betts nevű, elektromos eszközöket gyártó cégnél fejlesztették ki, Ty-Rap márkanév megnevezéssel. Kezdetben repülőgépek elektromos vezetékeinek rögzítésére tervezték. Az eredeti dizájn fém fogakkal készült, ezek a mai napig kaphatóak. A gyártók csak később álltak át arra, hogy az egész termék műanyagból készül.
A Ty-Rap kábelkötegelő feltalálója Maurus C. Logan, a Thomas & Betts vállalatnál dolgozott és karrierjét a kutatás-fejlesztési részleg alelnökeként fejezte be. Munkássága során, számos sikeres Thomas & Betts termék fejlesztése  kapcsolódik a nevéhez. Logan 2007. november 12.-én hunyt el 86 éves korában.

## Többszöri felhasználás
A kábelkötegek általában egyszer használatos eszközök. 

## Fajtái
- Gyöngyös kábelkötegelők: A gyöngyös kivitel lehetővé teszi a többszöri felhasználást
- Oldható kábelkötegelők: Újrafelhasználható kábelkötegelő, oldható zárral
- Jelölő kötegelő: Lehetőséget biztosít információk megjelenítésére  a kötegelt dolgokkal kapcsolatban
- Műanyag plomba: A műanyag plomba 2 csoportba sorolható: fém és műanyag betétes plomba. A műanyag betétes kivitelen belül pedig megkülönböztetjük a feszesre húzandó és az egy ponton záródó plombát. Ezek a termékek első sorban jelképes védelemmel látják el az adott célterületet. Felhasználási területe roppant elterjedt. Konténerek, kamionok, tárolók, dobozok, gázórák, porral oltók, stb. zárására alkalmasak. Könnyen felszerelhetőek és el is távolíthatóak, így fizikális védelemmel nem bírnak.
- Fém kábelkötegelő: A kábelkötegelő agyaga általában rozsdamentes acél